# Bathyergidae

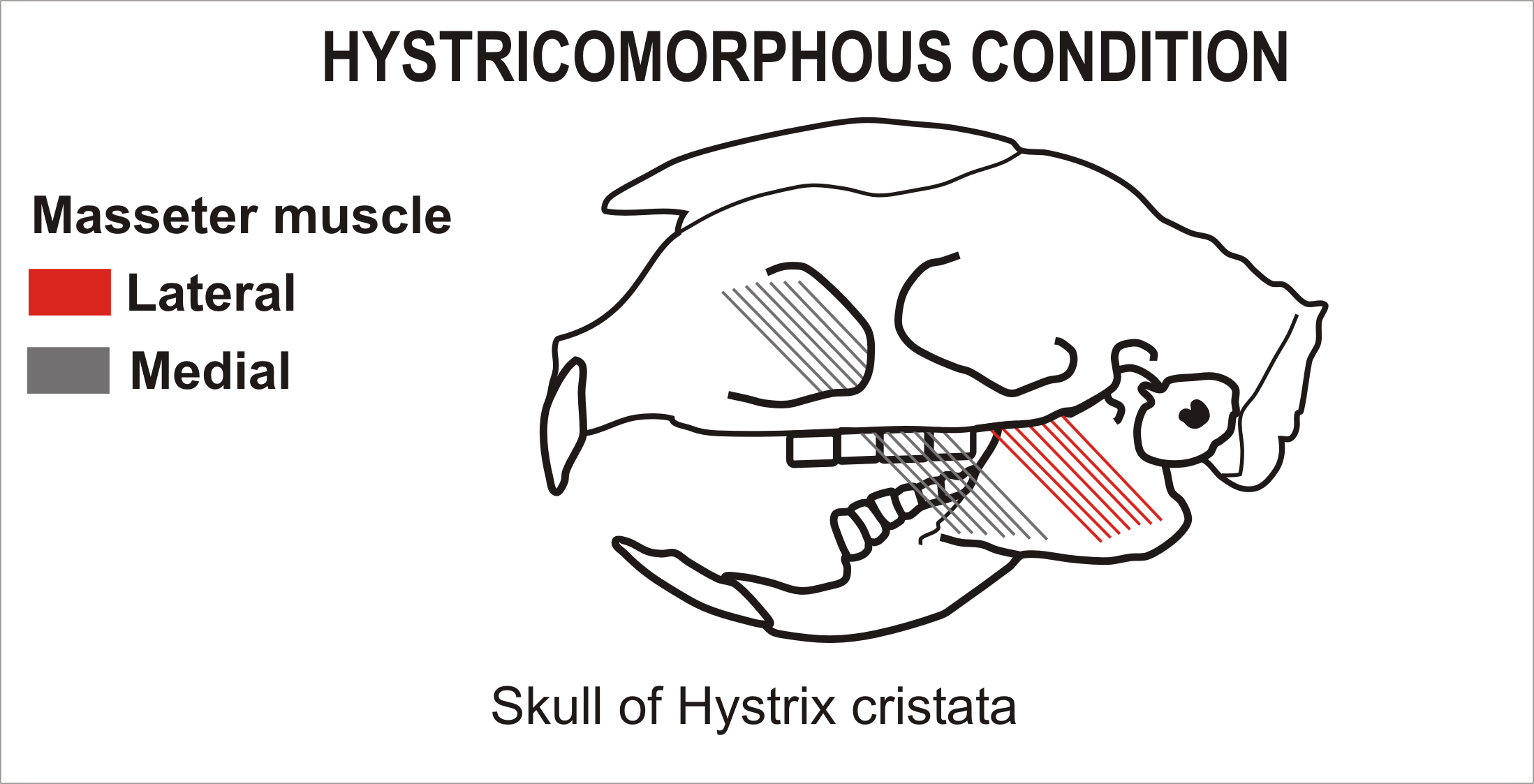
Fig.1

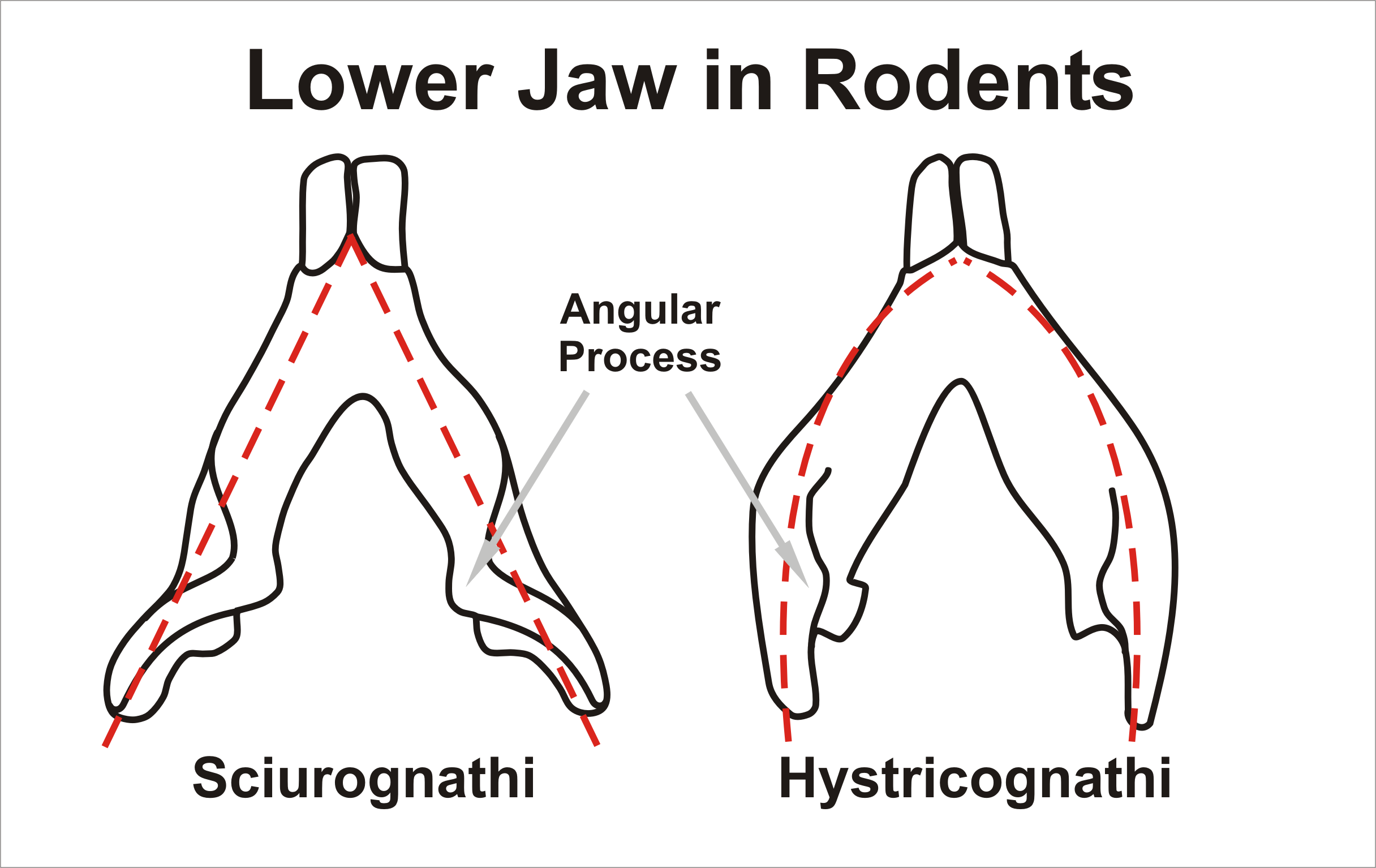
Fig.2

I Batiergidi (Bathyergidae Waterhouse, 1841) sono una famiglia di Roditori, del sottordine degli Istricomorfi comunemente noti come ratti-talpa africani o blesmols. 

## Descrizione

### Dimensioni
Questa famiglia comprende roditori di medie e grandi dimensioni, con la lunghezza della testa e del corpo tra 80 e 330 mm e un peso fino a 933 g.

## Caratteristiche ossee
Il cranio è robusto, il foro infra-orbitale è piccolo e ridotto, tuttavia la disposizione del muscolo masseterico è istricomorfa (Fig.1). I denti masticatori sono fortemente ipsodonti, ovvero con la corona elevata e sono muniti di radici. Gli incisivi superiori sono proodonti, ovvero con le punte rivolte in avanti, ed affilati e possono avere un solco che attraversa la loro superficie anteriore. Quelli inferiori sono lisci. La mandibola, di tipo istricognato (Fig.2), è fortemente angolata verso l'esterno e le due metà non sono saldate completamente tra loro per favorire l'allargamento degli incisivi inferiori. Nel genere Heliophobius il numero dei denti masticatori può arrivare a 6, il più alto tra tutti i Roditori, sebbene il primo premolare anteriore cada prima che i molari posteriori eruttino. L'osso scafoide e il semilunare sono separati, altra caratteristica unica, condivisa soltanto con gli Ctenodattilidi

## Aspetto
I membri della famiglia mostrano tutti gli adattamenti morfologici alla vita fossoria, ovvero un corpo di forma cilindrica, privo di un collo distinto, gli arti brevi, le zampe con cinque dita ciascuna e con le piante prive di peli. La pelliccia è corta e densa, cosparsa di peli sensibili più lunghi particolarmente sulla testa. La pelle è sciolta e può essere scossa vigorosamente per essere pulita dal terriccio. Le dita ed i margini esterni dei piedi sono frangiati. La coda è molto corta e frangiata con corte setole, eccetto in Heterocephalus, il quale è inoltre completamente glabro. Gli occhi sono piccolissimi e non in grado di riprodurre immagini e vengono tenuti solitamente chiusi. Sono privi di padiglione auricolare, l'apertura del meato uditivo è leggermente rialzata, l'udito è discreto. Le narici sono situate in una zona appiattita a forma di ferro di cavallo, posta sopra i grossi incisivi. Delle pieghe muscolari coperte di setole si incontrano dietro gli incisivi e non permettono ai residui dello scavo di penetrare nella bocca.

## Distribuzione e habitat
Si tratta di roditori fossori distribuiti in gran parte dell'Africa subsahariana, in ambienti che variano dalle foreste aperte alle savane e i semi-deserti.

## Tassonomia
La famiglia si suddivide 5 generi:
- Sottofamiglia Bathyerginae - Il corpo è rivestito da una pelliccia.
  - Gli incisivi superiori sono attraversati da un solco longitudinale.
    - Bathyergus

  - Gli incisivi superiori sono lisci.
    - Cryptomys
    - Georychus
    - Heliophobius
- Sottofamiglia Heterocephalinae Landry, 1957 - Il corpo è completamente privo di peli.
  - Heterocephalus

## Evoluzione
La famiglia è presente in Africa dal Miocene e Pleistocene fino ad oggi e in Mongolia nell'Oligocene.